# عين وغرة
عين وغرة أو عين بني مالك أو العين الحارة بني مالك أحد العيون الحارة الواقعة في منطقة جازان جنوب المملكة العربية السعودية.
تقع العين في جبال بني مالك على مقربة من الحدود السعودية اليمنية، وتنحبس من جبل هناك وتنحدر إلى مجرى أحد روافد وادي ضمد، وهي مرتفعة الحرارة، وقد بني لها حوضان أحدهما للرجال والآخر للنساء. يقصدها كثير من الزوار وتبعد عن مدينة جازان مسافة 150 كم.